# ملعب دهوك
ملعب دهوك هو ملعب يستخدم لمباريات كرة القدم لنادي دهوك العراقي يقع في دهوك في العراق ويتسع ل22800 متفرج. بني الملعب بشكل مبسط عام 1986 ثم جرى ترميمه وتوسعته عام 1998.
تقام مباريات نادي دهوك في الدوري العراقي على هذا الملعب، كما أستضافت الملعب مباريات دوري الممتاز العراقي سنة 2006/2007 .
ويضم الملعب أيضا قاعة مغلقة تقام فيها مباريات كرة السلة واليد والطائرة.